# جون جونسون (سياسي)
جون جونسون (بالإنجليزية: John Mercer Johnson )‏ (و. 1818 – 1868 م) هو سياسي كندي، ولد في ليفربول، كان عضوًا في الحزب الليبرالي الكندي، توفي عن عمر يناهز 50 عاماً.

## مناصب
تولى منصب عضو مجلس العموم الكندي (1867–1868)
- Speaker of the Legislative Assembly of New Brunswick [الإنجليزية]‏ (1859–1863)
- عضو الجمعية التشريعية لنيو برونزويك ‏..